# Raspail (métro de Paris)
Pour les articles homonymes, voir Raspail.
Raspail est une station des lignes 4 et 6 du métro de Paris, située dans le 14e arrondissement de Paris.

## Situation
La station est située sous le boulevard Raspail à l'intersection avec le boulevard Edgar-Quinet.

## Histoire
La station est ouverte en 1906. Son accès est orné d'une balustrade Hector Guimard. Elle est située sous le boulevard Raspail dont le nom rend hommage à François-Vincent Raspail, chimiste et homme politique français du XIXe siècle.

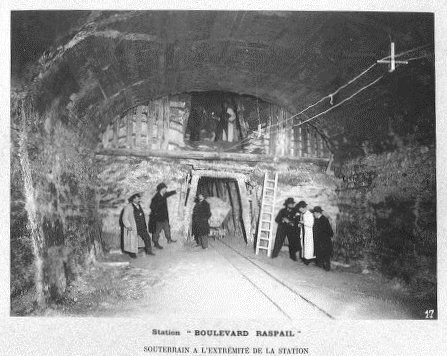
La station lors du percement de la ligne 2 Sud, actuelle ligne 6, en 1902.

La station est rénovée une première fois après 1969 en adoptant le style « Mouton-Duvernet » à deux tons orangés, tranchant radicalement avec le blanc dominant de l'origine du métro. La station est rénovée une deuxième fois en 2008 dans le cadre du programme « Renouveau du métro » et perd sa décoration de style « Mouton » et ses carreaux orangés. Le nouveau mobilier est de couleur bleue sur la ligne 6 et de couleur vert d'eau sur la ligne 4. En 2017, de nouvelles modifications sont appliquées aux quais de la ligne 4, dans le cadre de l'automatisation de la ligne.
En 1958, la RATP offre au Museum of Modern Art de New-York le portique de l’entourage de l’entrée de la station (côté impair du boulevard).
En 2019, 1 887 146 voyageurs sont entrés à cette station ce qui la place à la 253e position des stations de métro pour sa fréquentation sur 302,.
En 2020, avec la crise du Covid-19, 867 633 voyageurs sont entrés dans cette station, ce qui la place à la 259e position des stations de métro pour sa fréquentation.
En 2021, la fréquentation remonte progressivement, avec 1 238 357 voyageurs qui sont entrés dans cette station ce qui la place à la 258e position des stations de métro pour sa fréquentation sur 304,. C'est la station en correspondance la moins fréquentée du réseau.

## Services aux voyageurs

### Accès
La station dispose de deux accès devant les nos 234 et 241 du boulevard Raspail :
- l'accès no 1 « boulevard Edgar Quinet » débouchant au droit du no 234 du boulevard précité ;
- l'accès no 2 « rue Campagne Première » débouchant au droit du no 241 de ce même boulevard.

Accès à la station
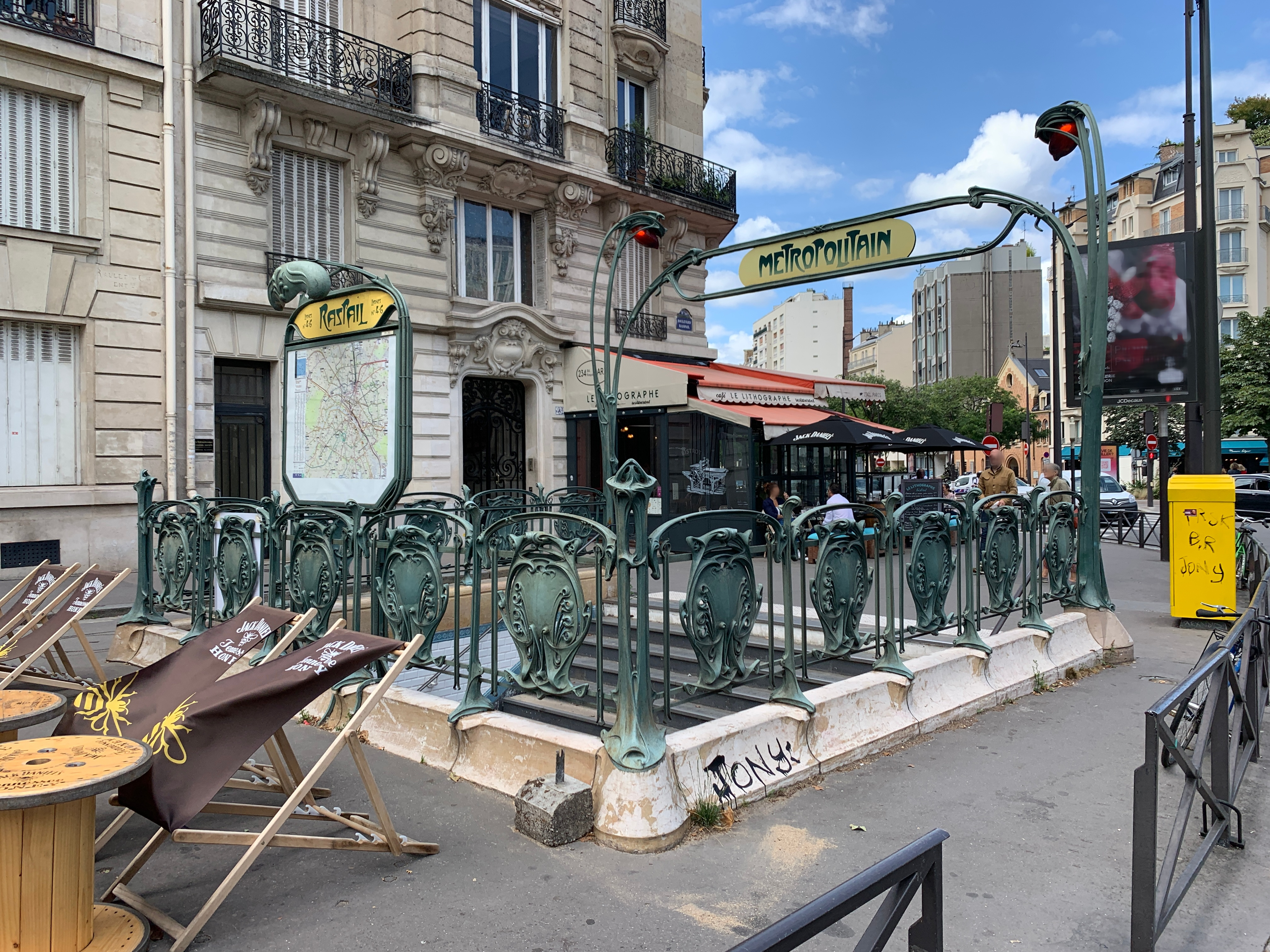
L'accès no 1, « Boulevard Edgar Quinet ».
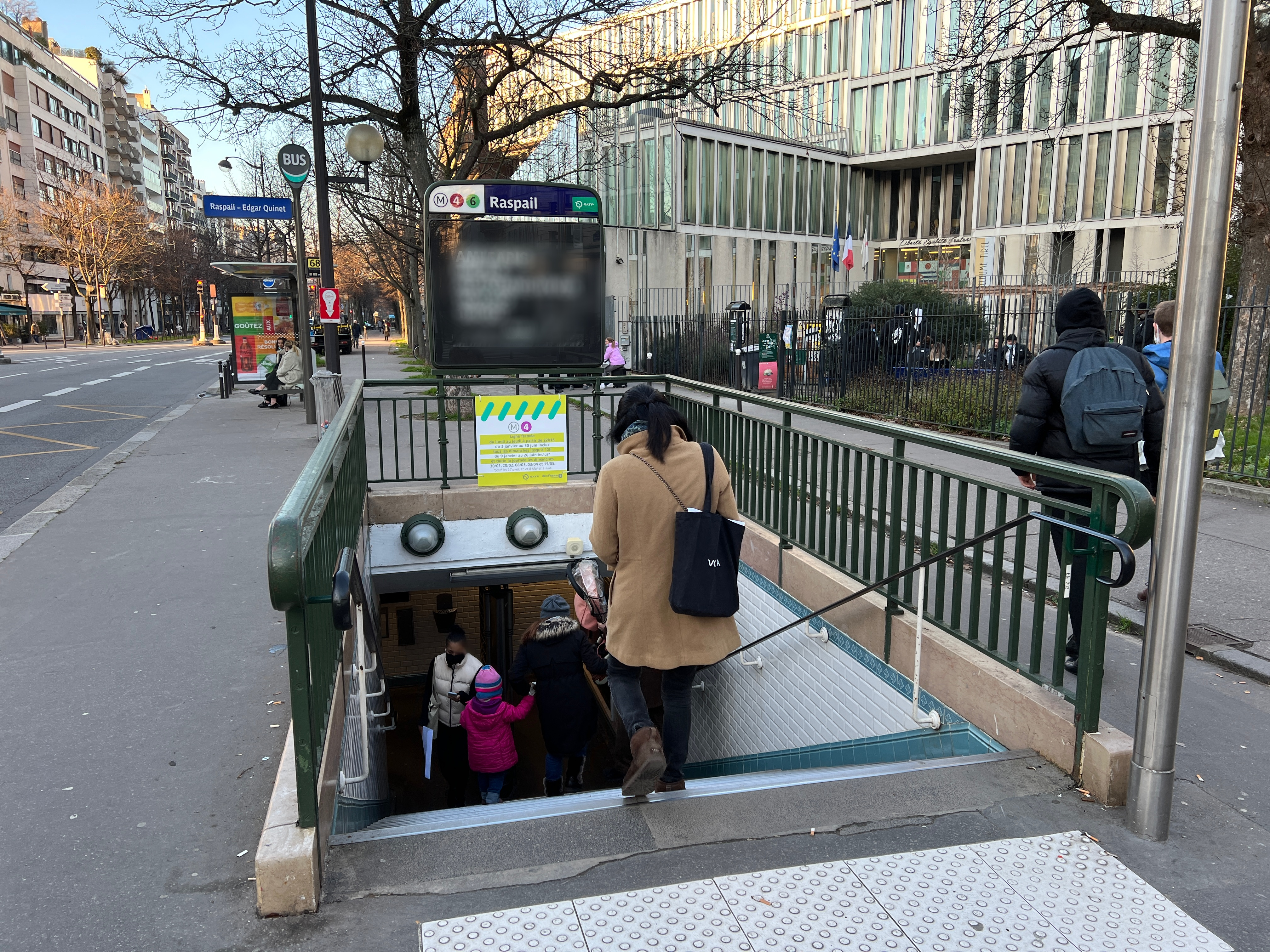
L'accès no 2, « Rue Campagne Première ».

### Quais

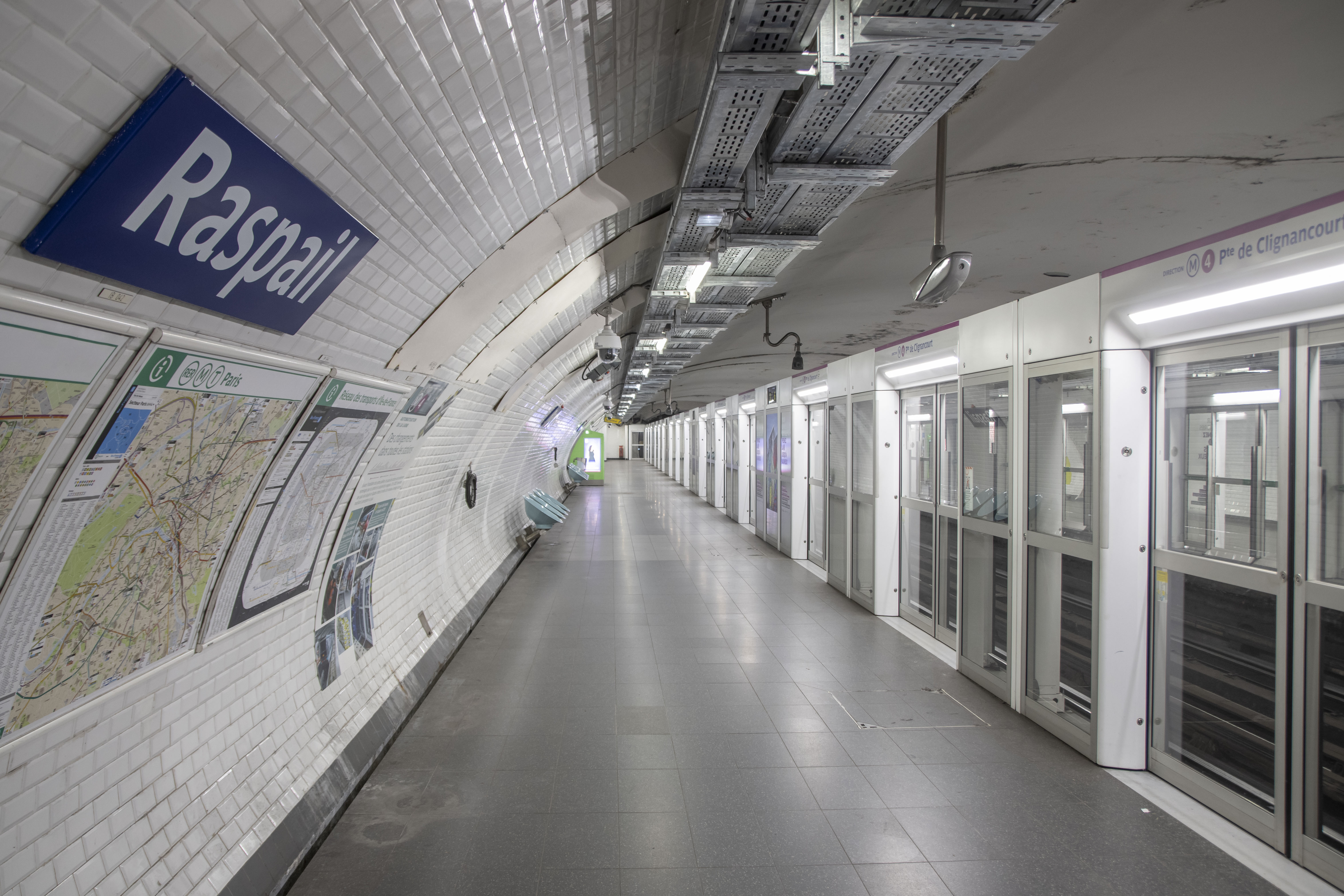
Quai de la ligne 4 en direction de Porte de Clignancourt.

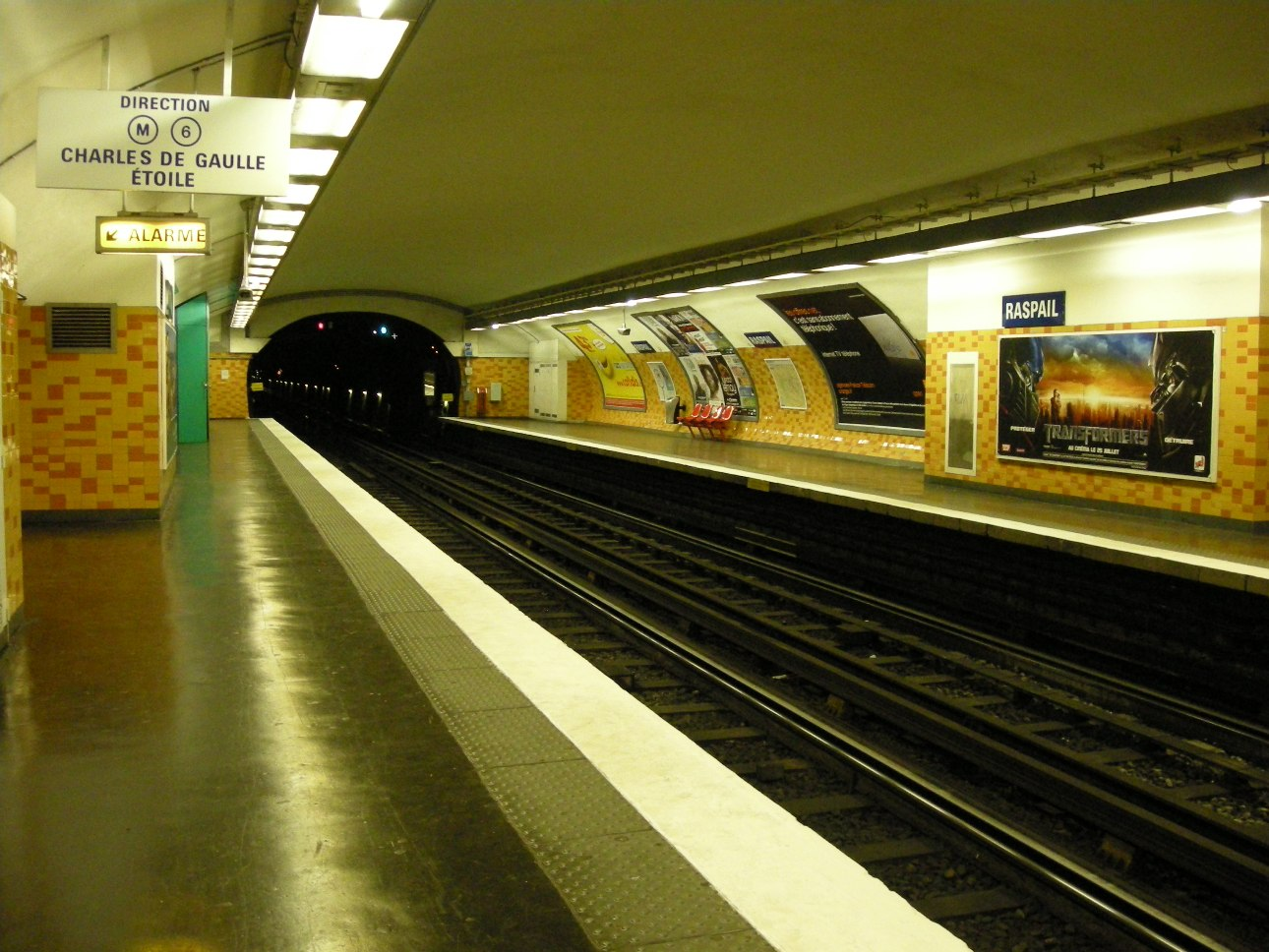
Quais de la station sur la ligne 6 avant sa rénovation en 2008.

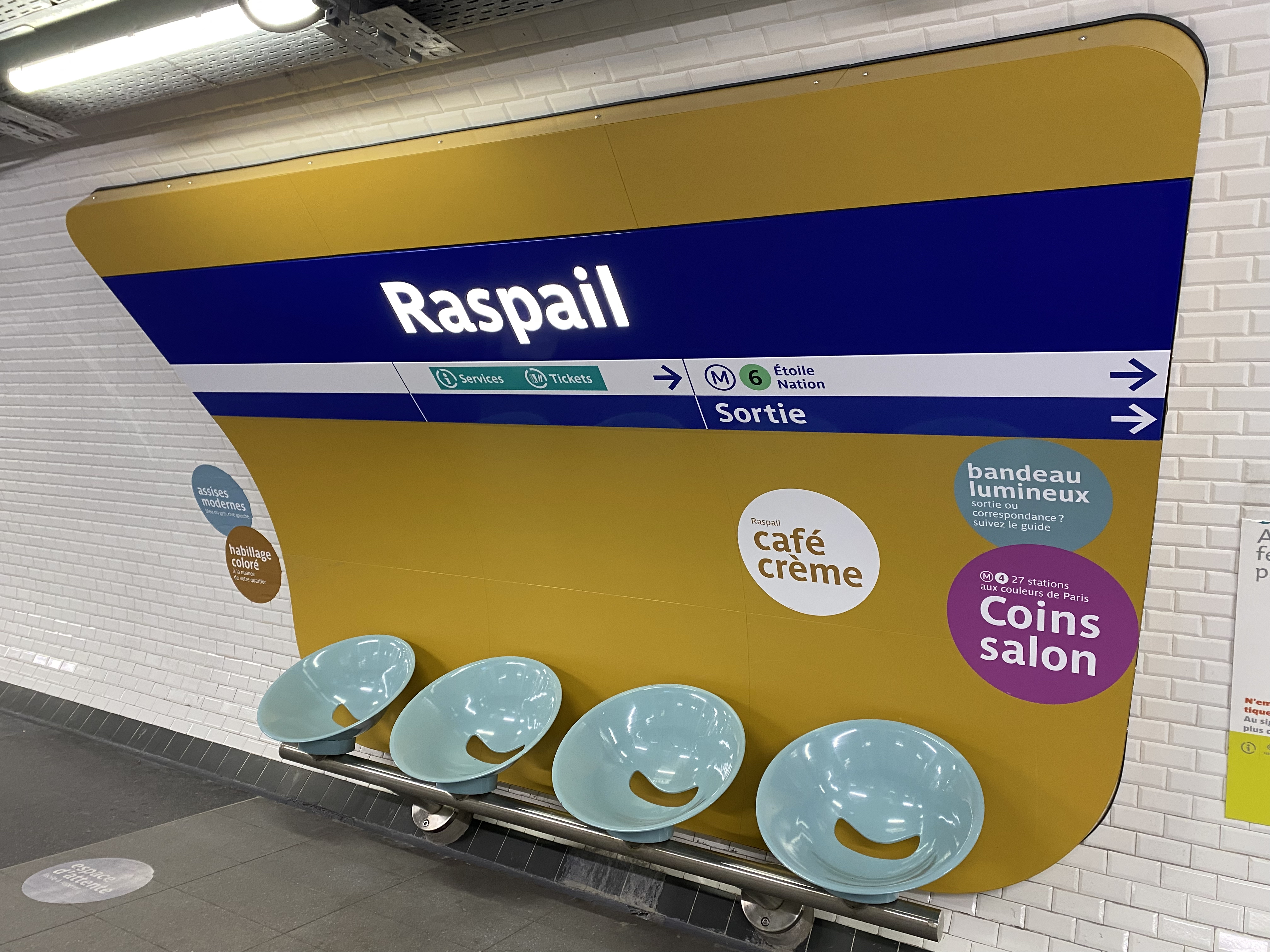
Plaque émaillée portant le nom de la station de métro sur la ligne 4.

Les quais des deux lignes sont parallèles et situés au même niveau. Les quais en direction de Bagneux - Lucie Aubrac et de Charles de Gaulle - Étoile sont reliés entre eux par deux passages dans le pied-droit commun aux voûtes des deux lignes, offrant une correspondance directe. Les quais des deux lignes sont de configuration standard : ils sont séparés par les voies du métro situées au centre et les voûtes de chaque ligne sont elliptiques. Ils sont décorés dans le style utilisé pour la majorité des stations du métro : les carreaux en céramique blancs biseautés recouvrent les pieds-droits, les tympans et les débouchés des couloirs. Les voûtes sont enduites et peintes en blanc et le nom de la station est en police de caractère Parisine sur plaques émaillées. Sur les quais de la ligne 6, le bandeau d'éclairage est blanc et arrondi dans le style « Gaudin » du renouveau du métro des années 2000, les cadres publicitaires sont en céramique blanche et les sièges sont du style « Akiko » de couleur bleue. 
Dans le cadre de l'automatisation de la ligne 4, son point d'arrêt subit à nouveau une modernisation partielle entraînant la dépose de bandeaux d'éclairage, de cadres publicitaires et des sièges. Ses quais sont rehaussés afin de recevoir des façades de quais ; ces dernières sont installées entre septembre et octobre 2018.

### Intermodalité
La station est desservie par la ligne 68 du réseau de bus RATP.

## À proximité
- Immeuble-ateliers d'artistes de la rue Campagne-Première
- Fondation Cartier
- École spéciale d'architecture
- Cimetière du Montparnasse
- Hôpital Saint-Vincent-de-Paul
- Square Yves-Klein